# Aria (ort)
Aria är en ort i Grekland.   Den ligger i prefekturen Nomós Argolídos och regionen Peloponnesos, i den södra delen av landet, 90 km sydväst om huvudstaden Aten. Aria ligger 23 meter över havet och antalet invånare är 2 080.
Terrängen runt Aria är kuperad österut, men västerut är den platt. Havet är nära Aria åt sydväst. Runt Aria är det tätbefolkat, med 257 invånare per kvadratkilometer. Närmaste större samhälle är Nafplion, 2,7 km väster om Aria. Trakten runt Aria består till största delen av jordbruksmark.